# Tournefortia elongata
Tournefortia elongata là loài thực vật có hoa trong họ Mồ hôi. Loài này được D.N. Gibson miêu tả khoa học đầu tiên năm 1969.